# Рубаний Міст (Новоукраїнський район)
Ру́баний Мі́ст — село в Україні, у Новомиргородській міській громаді Новоукраїнського району Кіровоградської області. Населення становить 555 осіб. Колишній центр Рубаномостівської сільської ради.

## Географія
Село розташоване на узбережжі Великої Висі, на іншому березі від села Коробчине, з яким пов'язане мостом. Відстань до центру територіальної громади — 18 км.

## Археологія
На околиці Рубаного Мосту, на плато вигину високого лівого берега річки Велика Вись, новомиргородським археологом Петром Івановичем Озеровим було відкрито трипільське поселення етапу СІ площею близько 50 га. Внаслідок досліджень експедиції Інституту археології НАН України під керівництвом О. В. Цвек в 1988–1990 роках, тут було виявлено численні кременеобробні майстерні та житла. Поселення становило єдиний виробничий комплекс з кремнієвими штольнями з іншого берега річки, поблизу села Коробчиного.

## Населення
Згідно з переписом УРСР 1989 року чисельність наявного населення села становила 615 осіб, з яких 269 чоловіків та 346 жінок.
За переписом населення України 2001 року в селі мешкало 555 осіб.

### Мова
Розподіл населення за рідною мовою за даними перепису 2001 року:
| Мова       | Відсоток |
| ---------- | -------- |
| українська | 98,02 %  |
| російська  | 1,80 %   |

## Місцевості
- Іванівка (Янопіль) — колишнє село, східна частина Рубаного Мосту. 7 березня 1946 року село Янопіль Златопільського району було перейменовану на Іванівку. В Янополі розташована Рубаномостівська сільська рада.

### Вулиці
У Рубаному Мості налічується три вулиці:
- Кудряна Анатолія вул.
- Леніна вул.
- Набережна вул.

## Інфраструктура
В Рубаному Мості розташована Коробчинська дільнична лікарня.
Більшість вулиць села мають асфальтне покриття. Село не газифіковане. Транспортне сполучення з районним центром здійснюється щоденним рейсовим автобусом Рубаний Міст—Кропивницький.
У селі розташоване сільськогосподарське підприємство ТОВ «Берегиня».

## Відомі люди
- Грузевич-Нечай Микола Григорович (нар. 14 вересня 1857, Янопіль — пом. 15 жовтня 1933, Белград) — військовик, генерал-майор, герой Першої світової війни, кавалер Орденів Святого Володимира, Ордену Святої Анни та Ордену Святого Станіслава.
- Грузевич-Нечай Михайло Григорович (нар. 9 січня 1865,  Янопіль — пом. 30 липня 1920, Омськ) — військовик, генерал-майор, герой Російсько-японської війни, герой Першої світової війни, кавалер Орденів Святого Володимира, Орденів Святої Анни та Орденів Святого Станіслава, жертва червоного терору.
- Грузевич-Нечай Олександр Миколайович (нар. 23 травня 1873,  Янопіль — пом. ?), закінчив чоловічу гімназію у місті Златопіль (випуск 1891 року[6]), військовик, поручик, герой Першої світової війни, кавалер Ордену Святої Анни та Орденів Святого Станіслава.

## Пам'ятники
| Назва                                                     | Розташування                              | Дата встановлення | Фото | Короткі відомості |
| Жертвам Голодомору, пам'ятний хрест                       | У лузі, неподалік мосту через Велику Вись | невідомо          |      |                   |
| Воїнів, загиблих у Другій світовій війні, братська могила |                                           |                   |      |                   |